# بوبي وليامز (مدير فني)
بوبي وليامز (بالإنجليزية: Bobby Williams)‏ هو مدير فني أمريكي، ولد في 21 نوفمبر 1958 في سانت لويس في الولايات المتحدة.